# GEAM
Der GEAM (Groupe d’Etudes d’Architecture Mobile) war ein Netzwerk europäischer Architekten. Die Gruppe, auf Deutsch auch Studiengruppe für mobiles Bauen genannt, bildete sich 1957/58 in Anschluss an den 10. CIAM Kongress 1956 in Dubrovnik heraus.
Ihre Ideen präsentierte die Gruppe in zahlreichen Zeitschriftenartikeln sowie in einer Wanderausstellung, die unter anderem in Paris, Hannover, Amsterdam und Warschau zu sehen war. Um 1963 löste sich das Netzwerk auf, der Einfluss auf Gruppen wie den GIAP, Archigram und Superstudio dauerte aber an.

## Zielsetzung
Die Gruppe GEAM forderte ein „mobiles“ oder „anpassungsfähiges“ Bauen mit präfabrizierten Elementen sowie eine offenere Planung, die partizipativ gestaltet werden sollte. Begründet wurde die Forderung mit der Entstehung einer zunehmend „mobilen“ Gesellschaft, die durch die Lösung aus traditionellen Strukturen und eine verstärkte Individualität gekennzeichnet sei. Die Entwürfe reichten von leichten Pavillons und einfachen Wohnzellen bis hin zu gigantischen Megastrukturen.
Die Gruppe besaß ein großes Interesse für neue Konstruktionstechniken, wie sie zeitgenössisch von Robert Le Ricolais und Richard Buckminster Fuller propagiert wurden. Daneben bestanden Kontakte zur Bildenden Kunst, beispielsweise mit der Gruppe ZERO und dem niederländischen Künstler Constant. Einzelne Mitglieder kooperierten mit Yves Klein, Wojciech Fangor und André Thomkins.

## Mitglieder
David Georges Emmerich, Camille Frieden, Yona Friedman, Günter Günschel, Oskar Nikolai Hansen, Günther Kühne, Paul Maymont, Frei Otto, Werner Ruhnau, Eckhard Schulze-Fielitz, Jerzy Soltan und Jan Trapman.